# Joana Danguolė Sadeikienė
Joana Danguolė Sadeikienė (* 6. August 1936 in Kaunas) ist eine litauische konservative Politikerin.

## Leben
1941 wurde Joana Danguolė mit ihren Eltern in die Region Altai (Sibirien) vertrieben. Ihr Vater wurde verurteilt und gelangte zum Lager Krasnojarsk. 1947 floh sie mit ihrer Mutter aus Sibirien und lebte in Joniškis. Die Mutter wurde wieder festgenommen und gelangte zum Lager in Altaj. Nach dem Abitur 1955 in Joniškis absolvierte Joana von 1955 bis 1960 das Diplomstudium der Mechanik am Kauno politechnikos institutas (KPI).
Von 1960 bis 1961 arbeitete sie in Šiauliai als Ingenieurin, von 1961 bis 1982 als wissenschaftliche Mitarbeiterin am Textilinstitut. 1975 promovierte sie. Von 1982 bis 1992 lehrte sie am KPI als Dozentin und leitete das Design-Zentrum. Von 1996 bis 2000 war sie Mitglied im Seimas.
Sie war Mitglied von Sąjūdis und Moterų konservatorių sąjunga (Organisation von TS-LKD).
Sie ist verheiratet und hat die Tochter Aušra.